# Ведерников, Данила Владимирович
Данила Владимирович Ведерников (6 июня 2001, Астрахань) — российский футболист, защитник клуба «Оренбург».

## Карьера
В детстве начинал играть в школе «Волгаря», первый тренер — Сергей Проживалов. В 11 лет попал в Академию имени Понедельника. Перешёл в Академию ФК «Краснодар» в 2015 году. Летом 2017 года был заявлен за клуб под 49 номером. Единственную игру в сезоне провёл 17 марта 2018 за фарм-клуб «Краснодар-2», выступавший в первенстве ПФЛ — в гостевом матче против «Биолога-Новокубанск» был заменён на 63-й минуте. В следующем сезоне был заявлен под 78 номером. В молодёжном первенстве провёл 19 матчей, забил один гол. В первенстве ПФЛ за «Краснодар-3» сыграл два матча — в 3-м и 26-м турах. 7 августа 2019 перешёл в «Ростов». Дебютировал за клуб 8 сентября в товарищеском матче со сборной Сирии (3:0). 21 сентября дебютировал в чемпионате, выйдя на 88-й минуте в гостевом матче против «Тамбова» (2:1). Через четыре дня провёл полный гостевой матч 1/16 Кубка России против «Мордовии» (2:0).

## Карьера в сборной
С 2018 года — игрок сборной России 2001 г. р. под руководством Александра Кержакова.